# Max Friediger

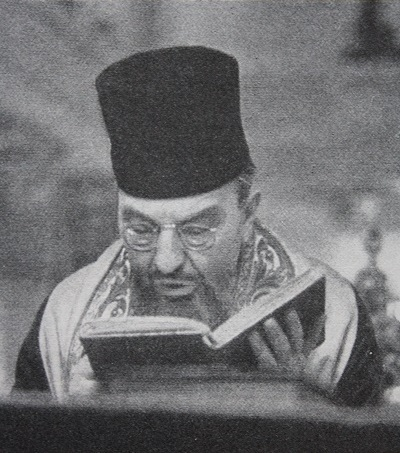
Dr. Max Friediger

Max Friediger (geboren 9. April 1884 in Budapest, Österreich-Ungarn; gestorben 9. April 1947 in Kopenhagen) war ein dänischer Oberrabbiner und Überlebender des Holocaust.

## Leben
Friediger besuchte in Budapest das Gymnasium und studierte nach dem Abitur an der Kaiser-Wilhelm-Universität sowie zeitgleich am Rabbinerseminar zu Berlin. Er promovierte zum Dr. phil. und erlangte das Rabbinerdiplom. Anschließend leitete er von 1909 bis 1911 die Talmud-Thora-Schule in Prag und war Dozent am dortigen Lehrerseminar. Als Rabbiner war er von 1911 bis 1913 in Pohrlitz und von 1913 bis 1919 in Oderberg tätig. Während des Ersten Weltkrieges war er von 1916 bis 1918 als Feldrabbiner der k. u. k. Armee eingesetzt. Von 1920 bis 1947 war Friediger in Kopenhagen königlich-dänischer Oberrabbiner. Er war mit der Berlinerin Fanny, geborene Seegal, verheiratet; das Paar hatte drei Kinder.
Nach der Besetzung Dänemarks durch die Wehrmacht wurde Friediger am 29. August 1943, noch vor der Rettung der dänischen Juden, festgenommen und im Lager Horserød interniert. Friediger wurde später in das Ghetto Theresienstadt deportiert, wo er am 6. Oktober 1943 ankam. Ab Januar 1944 gehörte er dem Judenrat an und wurde Mitarbeiter der Fürsorge. Auf einer  Prominentenliste ist er als „B-Prominenter“ aufgeführt. Friediger wurde Mitte April 1945 im Rahmen der Rettungsaktion der Weißen Busse durch das Schwedische Rote Kreuz unter Leitung von Folke Bernadotte mit weiteren dänischen Häftlingen aus Theresienstadt nach Schweden evakuiert. Friediger verstarb 1947, sein Nachfolger als dänischer Oberrabbiner wurde Marcus Melchior.